# Жулиет Бинош
Жулиет Бинош (на френски: Juliette Binoche) е френска филмова актриса. 

## Биография
Родена е на 9 март 1964 г. в Париж, която е участвала в повече от 50 филма от 1983 г. насам.
Още от първите си роли преобладаващо играе съвременни жени, които не се страхуват да изследват всички страни на живота си. Жулиет има таланта да изобразява всякакви героини. Притежава нестихващо желание да опитва нови и нови жанрове, което е и причините тя да остава една от най-любимите актриси в света. 
Бинош получава номинация за „Оскар“ за най-добра актриса и за ролята си в „Шоколад“, както и награда Сезар за най-добра актриса за „Синьо“.
От дълги години актрисата е почитател на песните на „Мистерията на българските гласове“. По време на посещението си в България през юни 2014 година, докато снимат френско-испанската продукция с българско участие „Никой не иска нощта“, френската актриса успява да чуе песните им на живо. 

## Награди
- Носителка на наградата „Сезар“ за най-добра актриса през 1994 г.

## Избрана филмография
- „Здравей, Мери“ (1985)
- „Семеен живот“ (1985)
- „Сбогом, язовецо!“ (1985)
- „Срещата“ (1985)
- „Отровна кръв“ (1986)
- „Непосилната лекота на битието“ (1988)
- „Любовниците от Пон Ньоф“ (1991)
- „Брулени хълмове“ (1992)
- „Вредата“ (1992)
- „Три цвята: Синьо“ (1993)
- „Три цвята: Бяло“ (1994)
- „Три цвята: Червено“ (1994)
- „Хусар на покрива“ (1995)
- „Английският пациент“ (1996)
- „Алис и Мартен“ (1998)
- „Децата на века“ (1999)
- „Вдовицата на Свети Петър“ (2000)
- „Код непознат“ (2000)
- „Шоколад“ (2000)
- „В моята страна“ (2004)
- „Скришна игра“ (2005)
- „Сезонът на буквите“ (2005)
- „Взлом“ (2006)
- „Пътуването на червеното балонче“ (2007)
- „Лесни момичета“ (2011)
- „Корумпирани ченгета“ (2011)
- „Годзила“ (2014)
- „Облаците на Силс Мария“ (2014)
- „Никой не иска нощта“ (2015)
- „Слънцето в нас“ (2017)
- „Тази, която не съм“ (2019)[4]